# 埃里克·凯特利·里德尔
埃里克·凯特利·里德尔爵士（英語：Sir Eric Keightley Rideal，1890年4月11日—1974年9月25日）是一位英国物理化学家，专攻表面化学等领域，主要作品有《催化的概念》（Concepts in Catalysis）、《化学的六十年》（Sixty Years of Chemistry）等。